# グリューネ・プンクト

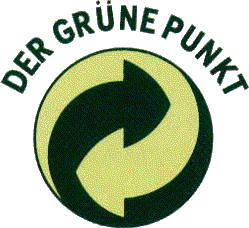
グリューネ・プンクト

グリューネ・プンクト（独: Der grüne Punkt）は、ドイツにおいてデュアルシステムで包装廃棄物を回収するために包装材につけられるマークである。包装材を使用するメーカーは、自社製品の包装材が回収・再利用されることが保障されるよう、デュアルシステムドイツ社（Dual system deutschland, 以下DSD社）と契約を結び、グリューネ・プンクトを取得する。

## 概要
グリューネ・プンクトは、後述するPRO EUROPEの規定により、デュアルシステムにより収集を行う容器包装廃棄物にあっては、企業の規模に関係なく使用しなければならない。これは輸入品にも適用される。DSD社は独自に包装廃棄物を回収し再利用を行っており、ドイツ全体の約八割の包装廃棄物を処理している。フランス、オーストリア、ベルギー等でも同様のマークが使用されており、別名グリーンドットとも言われる。
マーク使用料の支払責任者の約９割は中身業者となっており、製品の性質等により一部例外的にその他の業者が負担している。小規模事業者に対するマーク使用料の免除等の例外はない。マーク使用料には、収集、選別及びリサイクルに要する費用がその構成要素となっている。ドイツ環境省によれば、選別に要する費用が最も高く、次に収集、最後にリサイクルに要する費用となっている。
フランス、オーストリア、ベルギー等でも同様のマークが使用されており、別名グリーンドットとも言われる。

## 遍歴と詳細

### PRO EUROPEの成立
1994 年、EU包装指令の採択を受けて、各加盟国は国内における法制度化を進め、独自の包装廃棄物の回収、リサイクル機関を構築した。これら加盟国におけるリサイクル機関は、そのシステムに参加する生産者・輸入業者が契約料を支払っていることを証明するマークの導入を決めた。しかし、このマークが各国によって異なっていた場合、貿易に際して障害が生じることになる。このような貿易障壁を開始するために1995 に設立されたのが”Packaging Recovery Organisation Europe s.p.r.l.”（PRO EUROPE）である。
1995 年、DSD社は、ドイツを除く欧州連合全域を対象とした一般ライセンスの形で自らの商標であった「グリューネ・プンクト」を使用する権利をPRO EUROPE に対して与えた。
1996 年PRO EUROPE は営業を開始し、使用契約を各国のリサイクル機関と結んだ。同時にこれらのリサイクル機関は、PRO EUROPE の株主となった。その後も参加する各国のリサイクル機関の数は増加し、現在PRO EUROPE は合加盟国、非加盟国合せて13ヶ国のリサイクル機関が参加している。

## ライセンス料
（1999年のデータ）
| 項目         | 料金（Mark/kg) |
| ------------ | -------------- |
| ガラス       | 0.15           |
| 紙           | 0.56           |
| アルミニウム | 1.50           |
| プラスチック | 2.95           |